# Ratpenat de xarretera llavigròs
El ratpenat de xarretera llavigròs (Epomophorus labiatus) és una espècie de ratpenat de la família dels pteropòdids. Viu a Burundi, el Camerun, la República Democràtica del Congo, Eritrea, Etiòpia, Kenya, Malawi, Moçambic, Ruanda, el Sudan, el Sudan del Sud, Tanzània, Uganda i Zàmbia. El seu hàbitat natural són els boscos, les sabanes, els matollars, els manglars i els herbassars àrids i semidesèrtics. No hi ha cap amenaça significativa per a la supervivència d'aquesta espècie.